# A Great Love
A Great Love è un cortometraggio muto del 1916 diretto da Clifford S. Elfelt. La sceneggiatura firmata dallo stesso regista insieme a Fred Myton, si basa su un soggetto di Olga Printzlau. Prodotto e distribuito dall'Universal Film Manufacturing Company, il film aveva come interpreti Hayward Mack, Mina Cunard, Vola Vale, Norbert A. Myles e J. Edwin Brown.

## Produzione
Il film fu prodotto dall'Universal Film Manufacturing Company (come Big U).

## Distribuzione
Distribuito dall'Universal Film Manufacturing Company, il film - un cortometraggio in una bobina - uscì nelle sale cinematografiche statunitensi il 28 luglio 1916.